# Rio (Ponte San Nicolò)
Rio oppure Rio di Ponte San Nicolò è una frazione del comune di Ponte San Nicolò, in provincia di Padova. Insieme a Roncaglia e Roncajette è una delle suddivisioni o frazioni di Ponte San Nicolò.

## Storia
Rio si è costituita all'inizio del Duecento con il nome di Rivus, cioè ruscello o canale, perché, appunto, attraversato da un corso d'acqua. Secondo uno statuto del comune di Padova del 1272, il nome era già divenuto Rio. Alla fine del Cinquecento, gli abitanti di Rio superavano di poco il centinaio; nel Novecento giunsero al migliaio.

### La famiglia Da Rio
In questa frazione era presente, nel corso del Trecento, la famiglia Da Rio che riuscì ad incidere sulle vicende politiche della città di Padova. I "da Rio" furono professionisti, commercianti, banchieri e notai. Nella vicina frazione di Roncajette la Villa "da Rio", ne richiama ancora la memoria. La famiglia era di origine veneziana esistente fino al secondo dopoguerra quando poi si è estinta. A Padova, in Via Dante, è tuttora esistente Palazzo Da Rio.

## Edifici e architettura

### Chiesa parrocchiale[2]
La chiesa originale di Rio dedicata a Sant'Antonio Abate viene citata in un testamento del 1267. Nel 1455 risulta unita a quella della vicina Voltabarozzo, secondo quanto indicato dalla descrizione di una visita pastorale. Fino al 1574 il responsabile di entrambe le chiese era titolare principalmente della chiesa di Rio, quando Voltabarozzo divenne parrocchia autonoma.
Successivamente le sorti si invertirono e fu la chiesa di Rio a passare sotto quella di Voltabarozzo, ma con un curato proprio, scelto dal parroco di Voltabarozzo, al quale il vescovo di Padova Gregorio Barbarigo assicurò maggiore autonomia con un decreto del 1687. Nei primi anni del novecento la popolazione aumentò e così il vescovo Elia Dalla Costa decise così di restituirgli la sua antica autonomia erigendola nel 1930 a curazia autonoma. Il 7 ottobre 1945, il vescovo Carlo Agostini la elevò a parrocchia e nello stesso giorno benedisse la prima pietra della nuova chiesa inaugurata poi nel 1949 mentre quella antica fu definitivamente abbandonata. I fedeli, per riconoscenza ad Agostini, intitolarono la parrocchia anche a San Carlo Borromeo.

### Cimitero di Rio - Roncaglia: I Guardiani della Dormiente
Commissionato dall'amministrazione comunale di Ponte San Nicolò e inaugurato sabato 31 gennaio 2004, il progetto di ampliamento e risistemazione dell'area cimiteriale di Roncaglia - Rio è caratterizzato anche da un complesso statuario definito I Guardiani della Dormiente. Le statue e il progetto sono opera dell'artista Antonio Ievolella e dell'architetto Claudio Aldegheri. I sette Guardiani della Dormiente sono posizionati sulla piazza antistante al cimitero; sono raffigurati come dei totem con scudi e lance e con i loro otto e più metri di altezza, si elevano sopra la stessa cinta muraria, lunga 40 metri e alta oltre 6 metri in acciaio Corten. In una fascia orizzontale nella cinta muraria sono posizionate delle urne bianche decoramentali.

## Infrastrutture e trasporti
Dall’anno 2015 è presente la linea 16 di Busitalia Veneto che collega Rio al centro di Padova. per raggiungere il centro città da Rio ci si può servire del 16 FERROVIA, che attraversa varie zone di Padova per poi concludere la corsa in Ferrovia passando per le Riviere. Ovviamente l’autobus che fa il giro inverso è il 16 RIO, che partendo dalla ferrovia tornerà al paesino di Rio. Fino a poco tempo fa il capolinea era situato davanti alla chiesa, ma ora è stato spostato di pochi metri più avanti. 

## Sport
Nella frazione di Rio sono presenti diverse associazioni sportive:
- Polisportiva Rio, con relativo campo da calcio.
- Rio Volley, squadra di pallavolo locale che si suddivide in diverse categorie.
- A.S.D. Arcieri Rio è un'associazione sportiva di tiro con l'arco legata alla FITARCO. La palestra è situata presso l'impianto sportivo della Polisportiva Rio ed è un'arcostruttura messa a disposizione dalla Polisportiva per tutto il periodo invernale. Marco Galiazzo, tra i più rilevanti atleti del panorama del tiro con l'arco italiano ed internazionale, è stato uno degli allievi dell' A.S.D. Arcieri Rio.

Le associazioni organizzano nel mese di luglio la Festa dello Sport, uno dei più importanti eventi legati allo sport del comune di Ponte San Nicolò.

### Galleria d'immagini
Sul sito del comune di Ponte San Nicolò è possibile consultare un albo foto su Rio e dintorni.
- http://www.comune.pontesannicolo.pd.it/galleria.asp?tipo=252